# Lucius Valerius Firmus
Lucius Valerius Firmus (vollständige Namensform Lucius Valerius Luci filius Poblilia Firmus) war ein im 2. Jahrhundert n. Chr. lebender Angehöriger des römischen Ritterstandes (Eques). Durch eine Inschrift sind einzelne Stationen seiner Laufbahn bekannt. Sein vollständiger Name ist durch eine weitere Inschrift überliefert. Beide Inschriften wurden in Gerasa gefunden und sind unvollständig erhalten.
Die militärische Laufbahn des Firmus bestand aus den für einen Angehörigen des Ritterstandes üblichen Tres militiae. Er übernahm zunächst als Tribun die Leitung der Cohors XXVI Voluntariorum. Danach wurde er Militärtribun in der Legio X Gemina. Als dritte Stufe folgte der Posten eines Präfekten der Ala Siliana. Nach Abschluss seiner militärischen Karriere wurde er Procurator.
Firmus war in der Tribus Poblilia eingeschrieben.